# 최윤철
최윤철(崔潤喆, 1989년 10월 24일 ~ )은 전 KBO 리그 SK 와이번스의 선수이다.

## 출신 학교
- 강남초등학교
- 강남중학교
- 군산상업고등학교
- 송원대학교